# Ужовые
Ужо́вые (лат. Natricinae) — подсемейство змей семейства ужеобразных.

## Описание

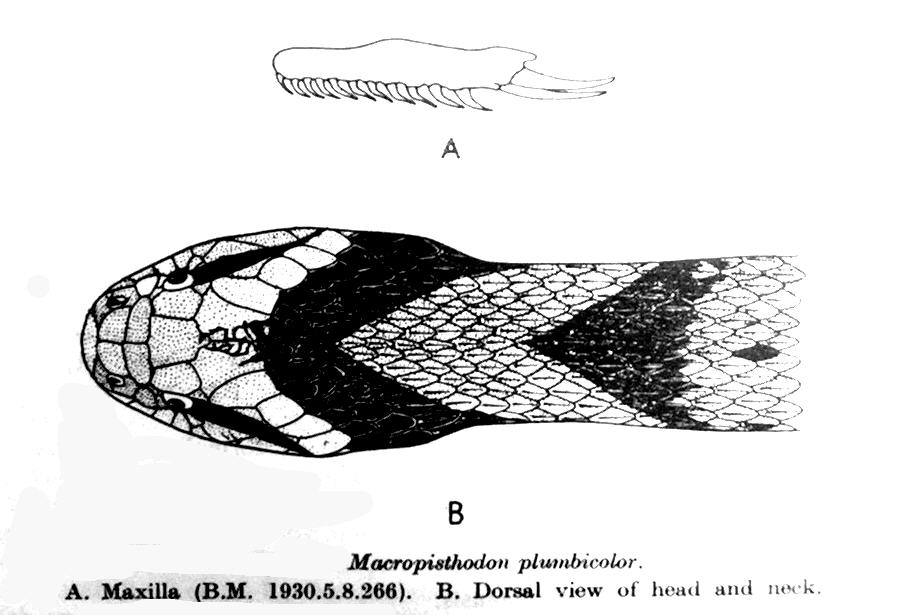
Верхнечелюстная кость с увеличенными задними зубами (A) и щиткование головы (B) Macrophistodon plumbicolor

Ужовые — довольно стройные змеи с относительно длинным хвостом. Чешуя туловища обычно с хорошо выраженными рёбрышками, реже гладкая. Глаза крупные с круглым зрачком (у ложных гадюк зрачок вертикальный эллиптический). Последние 1—3 зуба в верхнечелюстной кости увеличены.
Окраска очень разнообразная, иногда довольно яркая. Рисунок также разнообразен, часто состоит из 1—3 продольных светлых полос или расположенных в шахматном порядке тёмных пятен, которые иногда сливаются в поперечные полосы.

## Образ жизни
Встречаются преимущественно во влажных местах, рядом с водоёмами. Хорошо плавают и ныряют, полуводные виды способны подолгу оставаться под водой. Некоторые ужовые ведут скрытный роющий образ жизни, встречаются в лесной подстилке и под лежащими на земле предметами, другие могут заползать невысоко на деревья и кустарники. 
Активны днём и в сумерках, иногда ночью. Большинство ужовых питается различными земноводными и рыбами, реже поедают беспозвоночных, мелких млекопитающих и ящериц. Некоторые виды специализируются на поедании земляных червей, слизней или речных раков. Несмотря на присутствие в слюне некоторых ужовых токсических компонентов, добычу эти змеи заглатывают живьём.
Многие ужовые являются обычными и массовыми видами змей.

## Размножение
Многие виды ужовых яйцекладущи. Американские ужовые (триба Thamnophiini) — яйцеживородящи, а у некоторых из них (обыкновенная подвязочная змея) обнаружены зачатки истинного живорождения.

## Распространение
Представители подсемейства широко распространены в Северной Америке, Европе и Азии. Один род встречается в Австралии.

## Значение для человека
Рыбоядные змеи этого подсемейства (водяной уж, неродии) могут наносить определённый вред рыбоводным хозяйства, поедая молодь рыб.
Кожа некоторых крупных ужовых раньше использовалась в галантерейной промышленности.

## Яд и опасность для человека
Несмотря на то, что ужовые обычно считаются не ядовитыми змеями, секрет железы Дювернуа некоторых из них токсичен для позвоночных, в том числе для млекопитающих.
Яд тигрового ужа (Rhabdophis tigrinus) и подвязочной змеи Thamnophis elegans vagrans обладает геморрагическим действием. Слюна американского водяного ужа Nerodia sipedon имеет свойства антикоагулянта.
Укусы большинства видов ужовых безвредны для человека, но отравление ядом тигрового ужа и ужа-рыболова (Xenochrophis piscator) может привести к летальному исходу.

## Классификация
На основании результатов  молекулярно-филогенетического анализа род Amphiesma был подразделён на три самостоятельных рода: монотипический род Amphiesma, род  Herpetoreas с тремя видами и род Hebius с остальными 39 видами .
К подсемейству относятся 39 родов:
- Adelophis Dugès, 1879 — Аделофисы
- Afronatrix Rossman & Eberle, 1977 — Африканские ужи
- Amphiesma Duméril, Bibron & Duméril, 1854 — Лесные ужи
- Amphiesmoides Malnate, 1961 — Хайнаньские ужи
- Anoplohydrus Werner, 1909
- Aspidura Wagler, 1830 — Аспидуры
- Atretium Cope, 1861 — Азиатские килеспинные ужи
- Balanophis Smith, 1938 — Цейлонские ужи
- Clonophis Cope, 1889 — Змеи Киртланда
- Haldea Baird & Girard, 1853
- Hebius Thompson, 1913
- Herpetoreas Günther, 1860
- Hologerrhum Günther, 1858 — Филиппинские ужи
- Hydrablabes Boulenger, 1891 — Калимантанские водяные ужи
- Hydraethiops Günther, 1872 — Чёрнобрюхие водяные ужи
- Iguanognathus Boulenger, 1898 — Игуаночелюстные змеи
- Isanophis David, Pauwels, Nguyen & Vogel, 2015
- Liodytes Cope, 1885 — Полосатые болотные ужи
- Limnophis Günther, 1865 — Лимнофисы
- Lycognathophis Boulenger, 1893 — Сейшельские волчьи змеи
- Macropisthodon Boulenger, 1893 — Килебрюхие ужи Буланже
- Natriciteres Loveridge, 1953 — Африканские болотные ужи
- Natrix Laurenti, 1768 — Настоящие ужи
- Nerodia Baird & Girard, 1853 — Американские ужи
- Opisthotropis Günther, 1872 — Опистотрописы
- Parahelicops Bourret, 1934 — Азиатские косоглазые ужи
- Pararhabdophis Bourret, 1934 — Парарабдофисы
- Paratapinophis Angel, 1929
- Regina Baird & Girard, 1853 — Рачьи ужи
- Rhabdophis Fitzinger, 1843 — Длиннозубые ужи
- Seminatrix Cope, 1895 — Краснобрюхие болотные ужи
- Sinonatrix Rossman & Eberle, 1977 — Азиатские плавающие ужи
- Storeria Baird & Girard, 1853 — Коричневые змеи
- Thamnophis Fitzinger, 1843 — Подвязочные змеи
- Trachischium Günther, 1858 — Ужи-червееды
- Tropidoclonion Cope, 1860 — Полосатые болотные ужи
- Tropidonophis Jan, 1863
- Virginia Baird & Girard, 1853 — Земляные ужи
- Xenochrophis Günther, 1864 — Ужи-рыболовы

Роды, которые часто помещаются в это подсемейство, но могут относиться и к другим группам:
- Amplorhinus Baird & Girard, 1853 — Капские пятнистые змеи
- Psammodynastes Günther, 1864 — Ложные песчаные ужи